# Amazônia TV
Amazônia TV ou RedeTV! Parauapebas é uma emissora de televisão brasileira sediada em Parauapebas, cidade do estado do Pará. Opera no canal 33 UHF digital e é afiliada à RedeTV!.

Fundada em 6 de abril de 1996, produz vários programas locais, entre eles, O Povo na TV é o mais assistido. Também vende horários em conjunto com a sua rede. A emissora já foi taxada de preconceituosa algumas vezes.